# Feketeszakáll szelleme
A Feketeszakáll szelleme (eredeti cím: Blackbeard's Ghost)  1968-ban bemutatott amerikai-olasz vígjáték, amelyet a Walt Disney Pictures készített Robert Stevenson rendezésében. A főszerepekben Peter Ustinov, Dean Jones és Suzanne Pleshette látható.

## Cselekmény
|  | Alább a cselekmény részletei következnek! |

Steve Walker lesz az új edző a Godolphin Főiskola atlétacsapatánál. Évszázadokkal korábban Godolphinben élt a rettegett kalóz, Edward Teach, azaz Feketeszakáll. Walker a városi fogadóban száll meg, ahol jótékonysági estet, árverést tartanak. Szert tesz egy régi ágymelegítőre, ami a legenda szerint Aldetha tulajdonában volt, aki Feketeszakáll tizedik felesége volt. Aldetha boszorkány volt és máglyahalála előtt megátkozta Feketeszakállt.
Walker az este folyamán szobájában ráül és eltöri az ágymelegítőt, melyben egy régi könyvet talál, benne átkokkal és varázsigékkel. Mikor felolvassa az egyiket, láthatóvá és hallhatóvá válik számára a Pokol tornácán sínylődő Feketeszakáll szelleme.
Walker meg akar szabadulni a zavaró és bajkeverő szellemtől, ám ennek csak egy módja van. Feketeszakállnak jót kell cselekednie, ezzel megtörheti az átkot. Az éves főiskolai atlétika bajnokság alatt a szellem bajnoki győzelemhez segíti az elmúlt években csak bukdácsoló csapatot, majd Walker segítségével megakadályozza, hogy a szállót – amely egykori legénységének leszármazottainak otthona – elárverezzék. Ezzel a jó és önzetlen cselekedettel megtöri az átkot, így csatlakozhat a másvilágon reá váró legénységéhez.
|  | Itt a vége a cselekmény részletezésének! |

## Adaptáció
A Gold Key Comics képregénykiadó 1968 júniusában ugyanezzel a címmel adott ki egy füzetet.

## Kritika
A film pozitív kritikát kapott a szakmától és a nézőktől egyaránt, a Rotten Tomatoes 80% -os értékelést adott a produkciónak, amely ötmillió dollár bevételt termelt Észak-Amerikában.

## Szereposztás
| Szerep                         | Színész           | Magyar hang       |
| ------------------------------ | ----------------- | ----------------- |
| Feketeszakáll                  | Peter Ustinov     | Képessy József    |
| Steve Walker                   | Dean Jones        | Sztankay István   |
| Jo Anne Baker                  | Suzanne Pleshette | Margitai Ági      |
| Emily Stowecroft               | Elsa Lanchester   | Komlós Juci       |
| Silky Seymour                  | Joby Baker        | Gelley Kornél     |
| Gudger Larkin                  | Henk Jones        | Fodor Tamás       |
| Pinetop Purvis                 | Michael Conrad    | Bujtor István     |
| Roland Wheaton igazgató        | Richard Deacon    | Inke László       |
| Mel Willis, TV-bemondó         | Elliott Reid      | Somogyvári Rudolf |
| Virgil                         | Norman Grabowski  | Szatmári István   |
| Motoros rendőr                 | Kelly Thordsen    | Farkas Antal      |
| Pincér                         | Gil Lamb          | Zenthe Ferenc     |
| Charles                        | Ted Markland      | Velenczey István  |
| Leon                           | Lou Nova          | Somogyvári Pál    |
| Mr. Ainsworth, banktisztviselő | William Fawcett   | Pethes Sándor     |
| Mr. Harrison, első licitáló    | Byron Foulger     | Zách János        |
| Mr. Finch, harmadik licitáló   | Harry Harvey      | Simon György      |

## További információ
- Hivatalos weboldal
- Blackbeard's Ghost, UltimateDisney.com
- Feketeszakáll szelleme az Internet Movie Database oldalon (angolul)
- Feketeszakáll szelleme az AllMovie oldalon (angolul)